# NEN-EN
NEN-EN is de aanduiding van Europese normen (EN) overgenomen in Nederland en gepubliceerd door het Nederlands Normalisatie-Instituut NEN. Voor Europese normen geldt dat deze in alle Europese lidstaten geldig zijn en eventuele eerder bestaande landelijke normen vervangen.